# Karel Mengelberg
Karel Willem Joseph Mengelberg (18 de juliol del 1902 Utrecht - 11 juliol del 1984 Amsterdam) fou un compositor i director d'orquestra neerlandès, nebot del també director d'orquestra Willem Mengelberg.

## Vida
Estudià composició a la seva ciutat natal amb Willem Pijper, i després el 1920 a la Berlin Hochschule für Musik, on també estudià direcció amb Hermann Scherchen Allà conegué la seva futura esposa, l'arpista Rahel Draber.
Restà uns anys dirigint corals i òperes a Alemanya, adjunt al teatre de Greifswald entre els anys 1927 i 1930. Entre 1930 i 1933 va ser assessor musical a la Reichs Rundfunk Gesellschaft(sistema de radiodifusió del Reich)i de tècnic de so a la Deutschlandsender (Ràdio alemanya)
El 1933, fugint dels feixismes (la seva dona tenia arrels jueves) arribà a Barcelona, però per problemes econòmics marxà a Kiev, on neix el seu fill i pianista de jazz Misha Mengelberg A causa de la inestabilitat política decidí anar-se'n a Amsterdam. Continuà dirigint orquestres als Països Baixos i cap al 1945 es consolida com a crític musical. A la mateixa ciutat morí el 1984.

## Obres
A l'Institut de Música dels Països Baixos (Nederlands Muziek Instituut) es conserven 202 obres seves, entre originals i arranjaments per a altres conjunts.
La majoria les publicà amb l'editorial holandesa Donemus.

### Catalunya Renaixent
A la seva estada a Barcelona (1933-1934) compongué una obra titulada "Catalunya Renaixent", per a l'Orquestra Municipal d'Instruments de Vent (Banda Municipal de Barcelona) que llavors dirigia Joan Lamote de Grignon. La seva estrena va ser el 19 de juliol del 1934 al Palau de Belles Arts dirigint ell la seva pròpia obra.
Aquesta obra fou composta en honor de la lluita nacionalista catalana. Requereix vuitanta-cinc músics i conté elements populars catalanes (com una sardana i la introducció a la plantilla instrumental de tres xirimies) i del nord d'Europa (textura coral amb el psalm 72) 
No s'ha tornat a tocar a Catalunya i no s'estrenà als Països Baixos fins al 1991 (no la va poder estrenar allà durant la seva vida perquè no hi havia cap banda de música amb una plantilla de vuitanta-cinc músics com sí que tenia la de Barcelona quan la compongué)

### Nuestra Bandera
El 1947 va fer un arranjament per a soprano, contralt, tenor i baix de la cançó Nuestra Bandera, amb lletra de Galeote i Música de Ramos, cantada per les brigades antifeixistes de la Guerra Civil Espanyola